# Uggerby Å
Uggerby Å – najdłuższa rzeka w regionie Vendsyssel (północna Dania).
Długość rzeki wynosi 55 km, a powierzchnia jej dorzecza 355 km².
Nazwa rzeki pochodzi od miejscowości Uggerby, natomiast Å to po duńsku „rzeka”.
Źródło Uggerby Å znajduje się w Sterup (na południe od Hjørring). Rzeka płynie przez Rønnebjerg, Ilbro, Sønderskov, Sindal, Mosbjerg, Bindslev i Uggerby, a uchodzi do cieśniny Skagerrak (w zatoce Tannis na zachód od Tversted, między Hirtshals i Skagen).
Na wysokości miejscowości Bindslev na rzece znajduje się zabytkowa, ale funkcjonująca elektrownia wodna Bindslev Gamle El-værk o dobowej produkcji 800 kilowatogodzin. 
Po rzece można poruszać się łodziami na odcinku od Ilbro do ujścia (ok. 50 km). Dozwolone jest poruszanie się wyłącznie na łodziach bezsilnikowych. Na wysokości miejscowości Uggerby i Sindal znajdują się wypożyczalnie kanadyjek (kanoe).

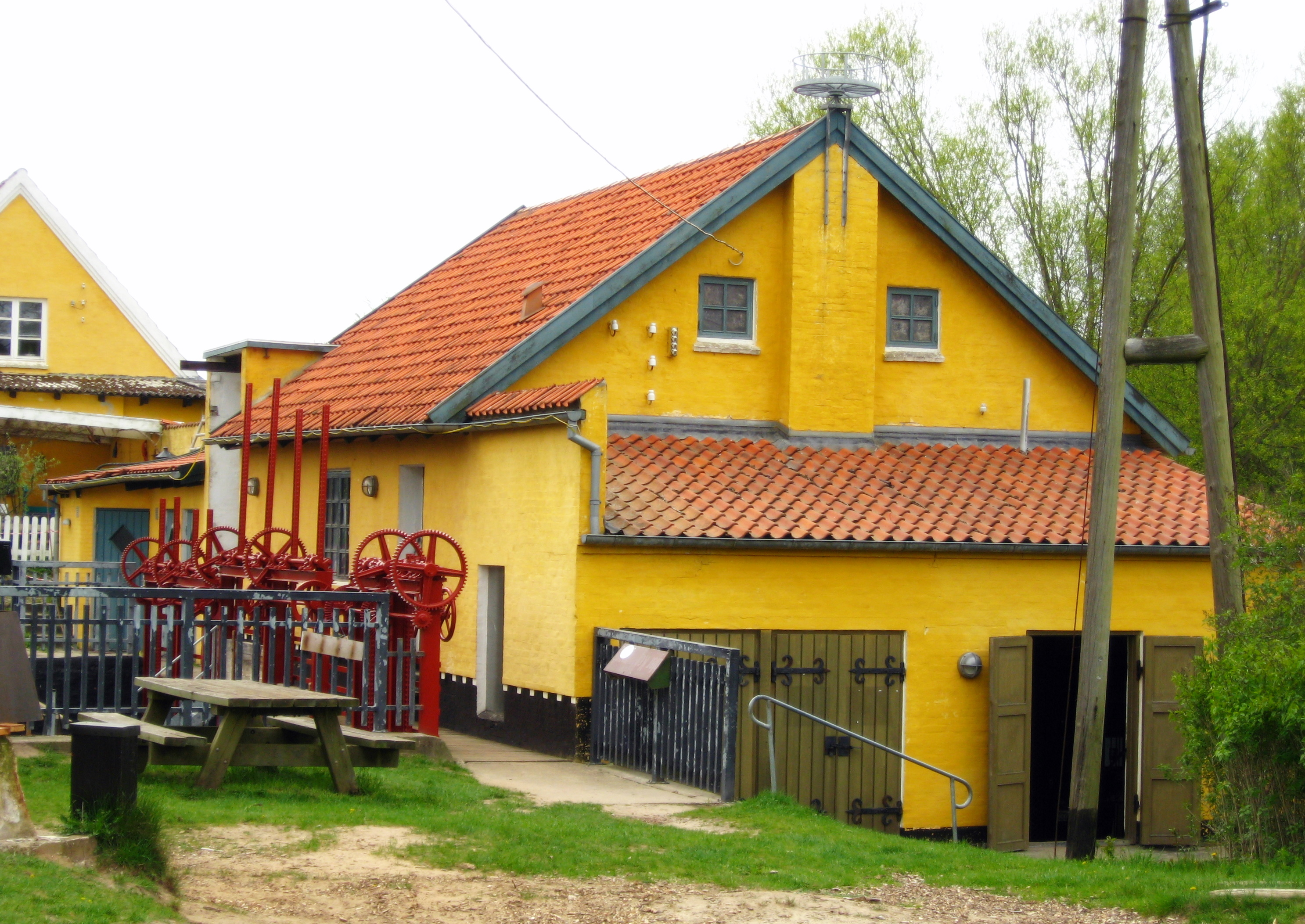
Położona przy Uggerby Å elektrownia wodna Bindslev Gamle El-værk
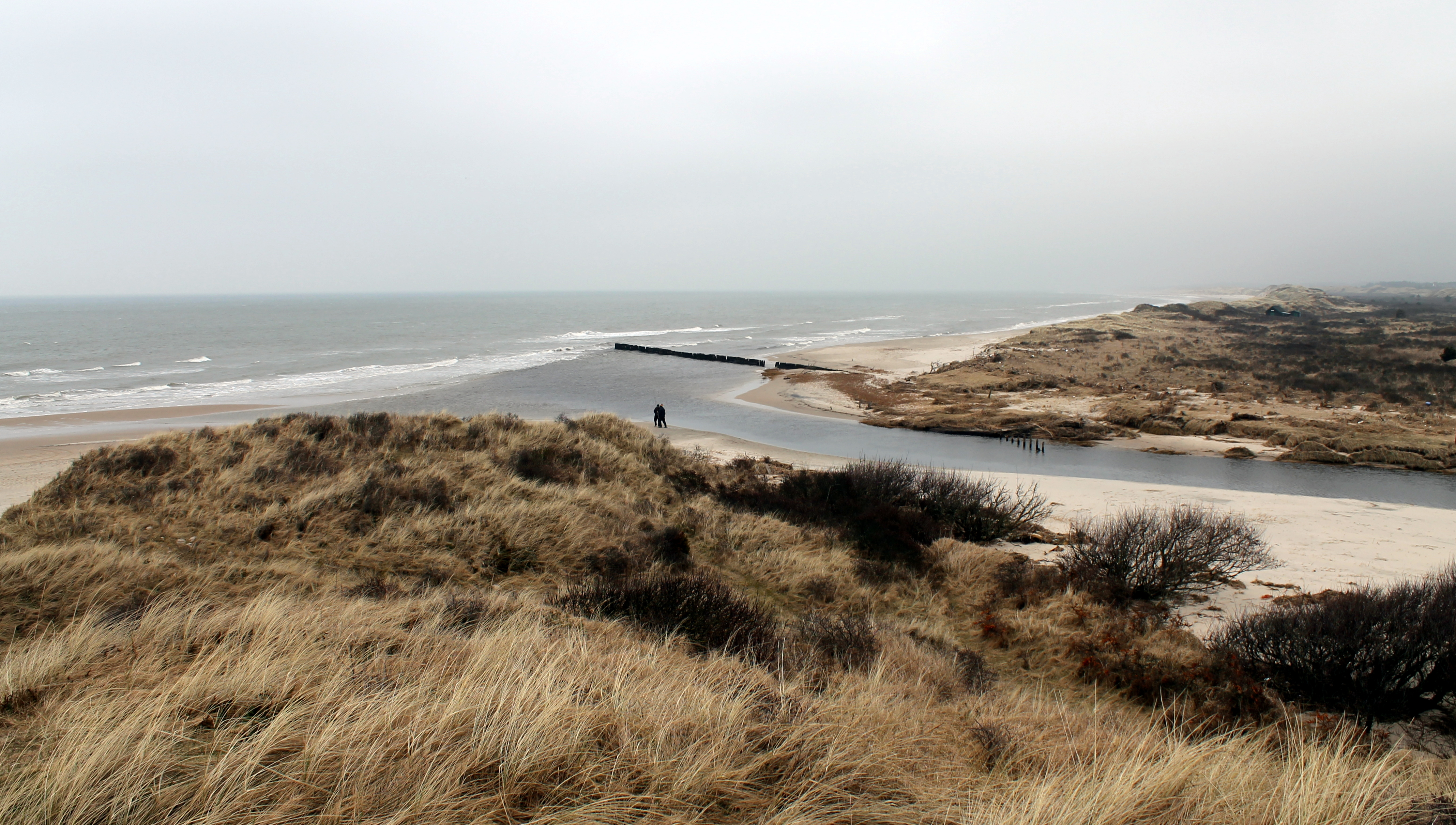
Ujście Uggerby Å do cieśniny Skagerrak
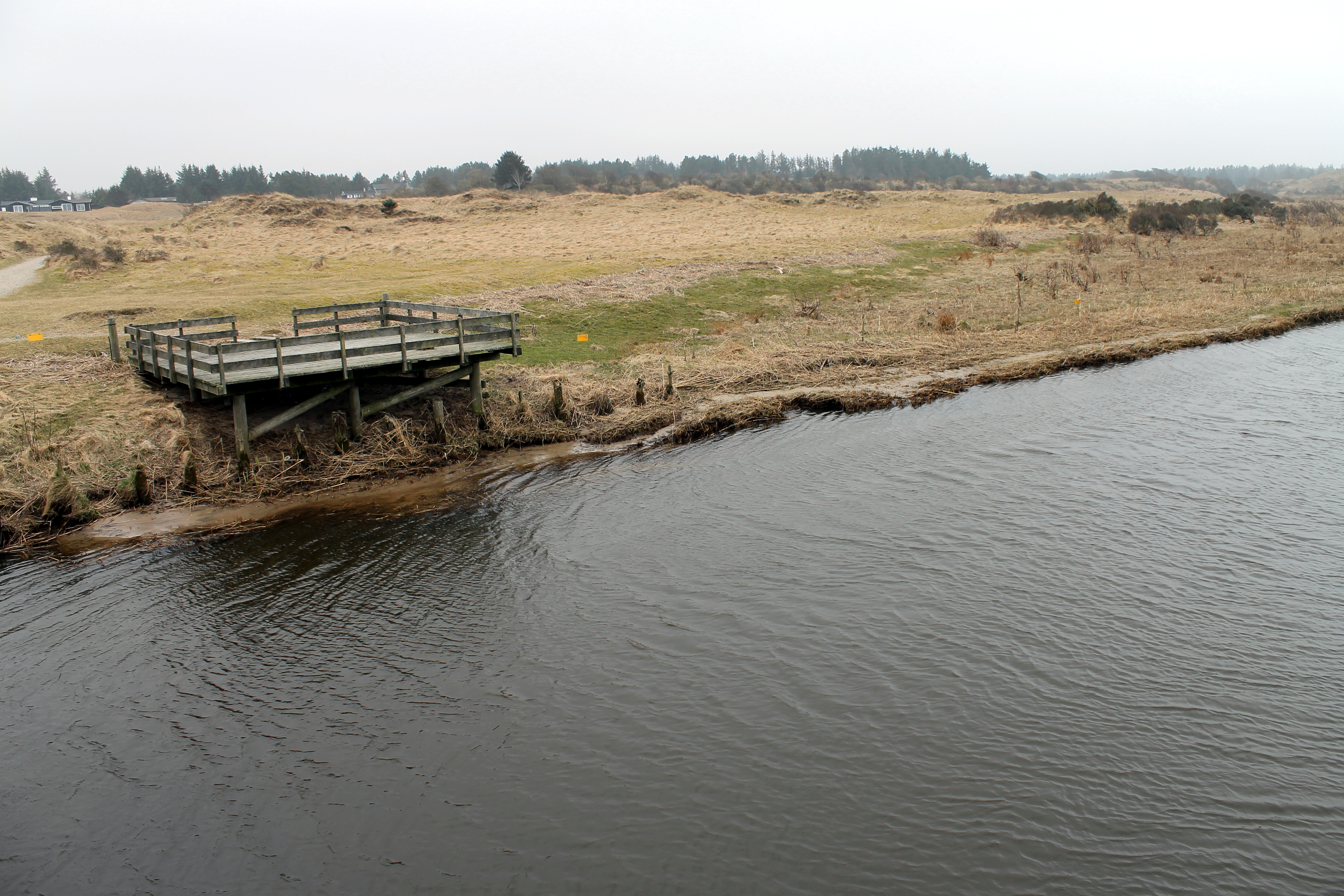
Stanowisko wędkarskie przy ujściu rzeki

Obszar w okolicy ujścia rzeki wchodzi w skład „plantacji leśnej Uggerby” i ma status siedliska przyrodniczego (nr 5). Występują tam między innymi: bodziszek czerwony, jaszczurka zwinka, ropucha paskówka i minogi.